# Die Auferstehung (2018)
Die Auferstehung ist ein Fernsehfilm unter der Regie von Niki Stein. Er verfilmte den gleichnamigen Roman von Karl-Heinz Ott. Die Tragikomödie zeigt, auch mit „schwarzem Humor“, das Streiten um das Erbe unter Geschwistern mit Geburtsdaten Ende der fünfziger bis Mitte der sechziger Jahre, aufgewachsen im wohlbehüteten Intellektuellen-Milieu.

## Handlung
Linda und ihr Mann Fred klingeln am Haus ihres Vaters, eines 89-jährigen parkinsonkranken emeritierten Orthopädie-Professors in Ulm. Da sie ihn telefonisch nicht erreicht haben, sind sie besorgt aus Memmingen hergekommen. Einen Schlüssel hat die Tochter nicht mehr, seit der Vater das Schloss hat austauschen lassen. So verschaffen Linda und Fred sich jetzt mit Gewalt über die Terrassentür Eingang ins Haus. Der Vater liegt auf dem Sofa im Wohnzimmer, offensichtlich beim Masturbieren gestorben; das Sexvideo läuft noch. Trotz ihrer moralischen Entrüstung steckt Linda ihm noch selbst den Penis in die Hose, weil ihr Mann keine Handschuhe findet.
Linda geht es sofort um das Testament und die Erbschaft. Um Zeit zu gewinnen, schließt sie die Vorhänge – keiner soll merken, dass der Vater gestorben ist und sie im Haus sind. Sie ruft ihre drei Brüder an und veranlasst sie zu kommen. Zwischenzeitlich suchen sie das Testament im ganzen Haus, aber vergeblich. Ein Zettel weist auf den Anwalt Max Schmeler hin, den Mann, den Linda kurz vor der Heirat sitzen ließ. Nacheinander treffen die Brüder ein: Da ist Joschi, der ewige Revoluzzer, der mit der Rotfront-Faust triumphierend vor dem Vater steht. Als Fundamentalkritiker des Kapitalismus hat er einst illegal mit Geldern des Studentenwerks spekuliert, was ihm Gefängnis und der Familie den Verbrauch des Erbes der Mutter einbrachte. Nun lebt er ohne Rente in einer Kellerwohnung (er nennt es Souterrain-Wohnung) in Heidelberg. Da ist Jakob, der aus Paris anreist, weil er einen Filmbericht über Blaise Pascal dreht. Er wäre zu gern ein großer Filmregisseur, ein zweiter Ingmar Bergman geworden. Jetzt hält er sich als Beiträgemacher fürs Fernsehen über Wasser. Immerhin kann er mit intellektuellem, weltmännischem Gehabe Franziska, der Frau des jüngsten Sohnes Uli, auch dadurch imponieren, dass er das philosophische Versatzwissen von Lindas Mann Fred, dem Philosophie-Lehrer der Volkshochschule Memmingen, relativiert. Franziska ist später sogar bereit, Jakob in der Küche zu verführen, was aber an Jakobs unter den gegebenen Umständen fehlender Potenz scheitert. Uli, der mit Franziska zwei Kinder hat, leidet sehr darunter, dass seine Frau ihn verlassen will. Auch er hat es nicht weit gebracht mit seinem abgebrochenen Medizinstudium.
Die Geschwister sind nervös. Alle haben die Erbschaft nötig. Obwohl Linda das Gegenteil behauptet – als Leiterin des Arthouse Memmingen mit nur wenigen Besuchern pro Tag, aber großem Haus und Lebensstil –, gerät sie am meisten außer sich, denn die Erbschaft erscheint bedroht. Ihr Vater hatte eine ungarische Betreuerin, Anna, die neben der Haushaltsführung auch erotisch für ihn sorgte. Besonders Linda ist darüber entrüstet („die ungarische Hure“). Es gilt als sicher, dass ihr Vater Anna schon das Ferienhaus in Arona überschrieben hat. Auch Vaters Auto, ein Citroën DS, ist weg. Um an das Testament zu kommen, haben sie den Anwalt Max Schmeler herbeigerufen. Dieser trifft am späten Abend ein, bringt aber keine Klarheit: Testamenteröffnungen sind Sache des Nachlassgerichts. Er ist zu keinen „linken“ Sachen bereit, auch wenn sich Linda überwindet und ihn bittet. Ihr Mann Fred, der seinen Alkoholkonsum nicht im Griff hat, erfährt erst jetzt davon, dass Linda und Max Schmeler einmal heiraten wollten.
So gehen sie aufgelöst und zerstritten in ihre ehemaligen Zimmer schlafen, wie damals als Kinder. Als Jakob doch schon nach Paris zurückfahren will, bemerkt er, dass das Sofa im Wohnzimmer leer ist. Der Vater ist nicht tot; er ist aufgestanden und zum Pool gegangen. Jakob alarmiert alle Geschwister, die den schweigenden Vater zurück ins Haus bringen und dann geschockt um ihn herumsitzen. Er erwacht erst wieder zum richtigen Leben, als Anna, die von Max Schmeler über das Ableben informiert worden ist, das Zimmer betritt. Den Geschwistern bleibt nichts anderes übrig, als dass alle ihre Sachen packen und dahin verschwinden, wo sie hergekommen sind. Anna hat ihren Dienst wieder aufgenommen.

## Produktion
Der Film wurde von der Eikon Media GmbH Berlin im Auftrag des Südwestrundfunks (SWR) Baden-Baden produziert. Die Dreharbeiten waren vom 27. November bis 20. Dezember 2017 in Berlin. Der Film wurde am 2. Juli 2018 auf dem Filmfest München uraufgeführt.

## Kritiken
Rainer Tittelbach: „Auch wenn sich keine Figur analysieren (lassen) möchte – dieser Abend ist eine einzige Familien-Aufstellung, für die ‚Kinder‘ eher destruktiv, für den Betrachter erhellend. Vor allem die Post-68er, die Kinder der Siebziger, dürften sich in den Charakteren & Konflikten wiederfinden. Familiengeschichte ist immer auch Zeitgeschichte und umgekehrt – das macht der Film auf amüsante Weise deutlich. Und der Zuschauer kann selbst sein Urteil fällen.“
Harald Keller meint: „In diesen Figuren werden unterschiedliche Lebensentwürfe und Anschauungen der heute Fünfzig- bis Sechzigjährigen verdichtet. Eher demonstrativ denn subtil, mit überdeutlichen Merkmalen.“ Er lobt die Kameraführung („ist ein Gedicht“). Aber er findet verschiedene Ungereimtheiten. „Durch solche Momente erhält das Stück, ohnehin ein bestenfalls ausschnitthaftes Generationenporträt, eine übertrieben gekünstelte, realitätsferne Anmutung. Auch die eingangs angesprochenen filmischen Qualitäten helfen nicht darüber hinweg.“